# Апостольский викариат Касанаре
Апостольский викариат Касанаре (лат. Vicariatus Apostolicus Casanarensis) — упразднённый апостольский викариат Римско-Католической Церкви, существовавший в Колумбии с 1893 по 1999 год.

## История
17 июня 1893 года Римский папа Лев XIII выпустил бреве «Romani Pontífices», которым учредил апостольский викариат Касанаре, выделив его из епархии Тунхи (сегодня — Архиепархия Тунхи). Юрисдикция апостольского викариата Касанаре распространялась на всю территорию департамента Касанаре. Пастырское попечение апостольским викариатом Касанаре было поручено монахам из монашеской конгрегации августинцев-реколлекционистов. Первым апостольским викарием апостольского викариата Касанаре был Эсекель Морено-и-Диас, который в октябре 1992 года был причислен в лику святых Римским папой Иоанном Павлом II.
26 мая 1925 года апостольский викариат Касанаре передал часть своей территории для образования апостольской префектуры Арауки (сегодня — Епархия Арауки).
29 октября 1999 года Святой Престол упразднил апостольский викариат Касанаре, передав его территорию епархии Йопаля и апостольскому викариату Тринидада.

## Ординарии апостольского викариата
- священник святой Эсекель Морено-и-Диас O.A.R.[1] (8.06.1894 — 2.12.1895) — назначен епископом Пасто;
- священник Nicolás Casas y Conde O.S.A. (2.12.1895 0 5.04.1906);
  - вакансия (1906—1920);
- священник Santos Ballesteros López O.A.R. (22.04.1920 — 13.11.1933);
- священник Pablo Alegría Iriarte O.A.R. (9.07.1934 — 11.09.1939);
- священник Nicasio Balisa y Melero O.A.R. (14.01.1941 — 3.02.1965);
- священник Arturo Salazar Mejía O.A.R. (14.10.1965 — 3.01.1977) — назначен епископом Пасто;
- священник Olavio López Duque, O.A.R. (30.05.1977 — 29.10.1999).